# Gibizão da Turma da Mônica
Gibizão da Turma da Mônica foi uma revista em quadrinhos trimestral da editora Globo publicada entre 1996 e 2001. Seu diferencial era o formato gigante (40cm de altura), capa e miolo em papel especial e mais de 40 páginas coloridas. Eram publicadas sátiras de filmes, obras clássicas literárias e outros temas, sendo algumas republicações e outras inéditas. Em 1997, a revista ganhou o Prêmio Angelo Agostini de "melhor lançamento" e o Troféu HQ Mix de "melhor projeto editorial".
Em 2007, Horacic Park foi publicado pela Panini Comics em um novo título Clássicos do Cinema – Turma da Mônica.

## Títulos
1. Batmenino Eternamente - Paródia de Batman Eternamente, com Cebolinha como Batman
2. Mônica e os Bárbaros - Republicação. Uma máquina de Franjinha transporta Mônica para uma terra povoada por guerreiros medievais
3. Os Doze Trabalhos da Mônica - Mônica, filha de Hércules, faz os doze trabalhos do pai, com adaptações (Jotalhão como o javali do Erimanto, por exemplo)
4. Comandante Gancho - Paródia de Hook, A Volta do Capitão Gancho
5. Horacic Park - Paródia de Jurassic Park, com os dinossauros ressuscitados a partir de histórias do Horácio, publicada originalmente em Mônica nº 82[6]
6. Romeu e Julieta - Adaptação em quadrinhos do filme Mônica e Cebolinha – No Mundo de Romeu e Julieta, que por sua vez é paródia de Romeu e Julieta, de Shakespeare
7. Superparque - Super-heróis visitam o Parque da Mônica
8. Coelhada nas Estrelas - Paródia de Guerra nas Estrelas, com Cascão como Luke Skywalker
9. A Volta ao Mundo em Oitenta Garfadas - Paródia a A volta ao mundo em 80 dias com Magali